# Região Geográfica Imediata de Redenção-Acarape
A Região Geográfica Imediata de Redenção-Acarape é uma das dezoito regiões imediatas do estado brasileiro do Ceará, uma das cinco regiões imediatas que compõem a Região Geográfica Intermediária de Fortaleza e uma das 509 regiões imediatas no Brasil, criadas pelo IBGE em 2017.
É composta por doze municípios, tendo uma população estimada pelo IBGE para 1.º de julho de 2018, de 230 768 habitantes e uma área total de 3 589,481 km².
A cidade de Baturité é a mais populosa da região, com 35 575 habitantes.

## Municípios
- Acarape
- Aracoiaba
- Aratuba
- Barreira
- Baturité
- Capistrano
- Guaramiranga
- Itapiúna
- Mulungu
- Ocara
- Pacoti
- Redenção